# Пастухов Борис Іванович
Бори́с Пастухо́в (* 1894, Київ — † 1974) — український художник.

## Біографічні відомості
Хрещеним батьком Пастухова в живопису став Олександр Мурашко. Ця школа дала можливість молодому художникові знайти свою мистецьку манеру і мала визначальний вплив на його подальше творче життя. Після того як 1917 року до Києва прийшли голод, розруха та свавілля «революційних мас», художникові нічого не залишалося, як емігрувати.
Після закінчення навчання у Загребі Пастухов багато й плідно працював, був високо оцінений мистецькою критикою, мав репутацію чудового портретиста. Замовити портрет у Пастухова вважалося надзвичайно престижним. Йому позували як члени королівських родин, так і відомі зірки Голлівуду Марлен Дітріх та Кларк Гейбл. Проте улюбленим жанром художника ще з київської юності був натюрморт.